# Aurach (Landkreis Ansbach)
Aurach ([ˈaʊ̯ʁax] ) ist eine Gemeinde im mittelfränkischen Landkreis Ansbach und zählt zur Metropolregion Nürnberg.

## Geografie

### Geografische Lage
Die Gemeinde liegt zwischen Altmühl und Frankenhöhe etwa auf halbem Weg von Ansbach nach Feuchtwangen. Das Gemeindegebiet reicht im Osten teilweise bis ans Ufer der Altmühl und erstreckt sich westwärts übers Quellgebiet der Wieseth bis wenig jenseits der Sulzach.
Der namengebende Hauptort liegt etwa drei Kilometer westlich der Altmühl am Fuß des deren hier rechtsseits weite Talmulde vom Wieseth-Einzugsgebiet trennenden Hügelrückens. Die das Dorf durchfließende Kleine Aurach entwässert über den auch Große Aurach genannten Großen Aurachbach außerhalb der Gemeinde zur Altmühl. Der Kreissitz Ansbach liegt etwa 13 km nordöstlich des Dorfes.

### Nachbargemeinden
- Herrieden
- Leutershausen
- Feuchtwangen
- Dombühl

### Gemeindegliederung
Die Gemeinde hat zwölf Gemeindeteile (in Klammern ist der Siedlungstyp angegeben):
- Aurach (Pfarrdorf)
- Dietenbronn (Dorf)
- Eyerlohe (Dorf)
- Gindelbach (Dorf)
- Gutenmühle (Einöde)
- Haselmühle (Einöde)
- Hilsbach (Dorf)
- Vehlberg (Dorf)
- Wahrberg (Burg)
- Weinberg (Pfarrdorf)
- Westheim (Dorf)
- Windshofen (Dorf)

Außerdem gibt es die Einöden Elbleinsmühle und Schutzmühle, die beide keine amtlich benannten Gemeindeteile sind.
Auf dem Gemeindegebiet liegen die Gemarkungen Aurach, Büchelberg (Gemarkungsteil 0) und Weinberg. Die Gemarkung Aurach hat eine Fläche von 17,614 km². Sie ist in 1974 Flurstücke aufgeteilt, die eine durchschnittliche Fläche von 8922,88 m² haben. In ihr liegen neben dem namensgebenden Ort die Gemeindeteile Hilsbach und Wahrberg.

### Klima

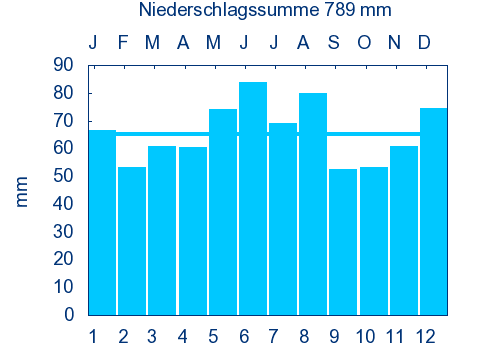
Diagramm Niederschlagsmittelwerte Aurach für den Zeitraum von 1961 bis 1990
Niederschlagsdiagramm für Aurach (blaue Kurve) vor den Mittelwerten (Quantilen) für Deutschland (grau)

In Aurach beträgt die durchschnittliche Niederschlagsmenge im Jahr 789 mm.

## Geschichte

### Bis zur Gemeindegründung
Der Ort wurde 1123 als „Uraha“ erstmals urkundlich erwähnt. Der Ortsname leitet sich vom gleichlautenden Gewässernamen ab, dessen Bestimmungswort „ūr“ (mhd. für Auerochse) und dessen Grundwort „ahe“ ist (mhd. für Fluss). Es wurde damit also ein Fluss bezeichnet, an dem Auerochsen zur Tränke gingen.
Nach 1310 kam das heutige Gemeindegebiet in den Besitz des Hochstifts Eichstätt, das ab 1500 im Fränkischen Reichskreis lag. Seit dem Reichsdeputationshauptschluss von 1803 gehört der Ort wie weite Teile Frankens zu Bayern (siehe auch Geschichte Frankens).
Mit dem Gemeindeedikt (frühes 19. Jahrhundert) wurde der Steuerdistrikt Aurach gebildet, zu dem die Orte Hilsbach, Stadel und Wahrberg gehörten. Wenig später wurde mit Hilsbach und Wahrberg die Ruralgemeinde formiert. Sie war in Verwaltung und Gerichtsbarkeit dem Landgericht Herrieden zugeordnet. Die Gemeinde hatte 1964 eine Gebietsfläche von 13,644 km².
Der Ort gehörte gemäß einer Auflistung von 1830 zu einem „die Brünst“ oder „die Brunst“ genannten, seit dem Mittelalter stellenweise gerodeten umfangreichen Waldgebiet zwischen Leutershausen und Kloster Sulz mit dem Hauptort Brunst. Die Brünst war für ihre gute Rinderviehzucht bekannt; ihre 22 Ansiedelungen galten als reich.

### Eingemeindungen
Im Zuge der Gebietsreform in Bayern wurde am 1. Juli 1972 ein Teil der ehemaligen Gemeinde Büchelberg eingegliedert. Am 1. Mai 1978 kam die Gemeinde Weinberg hinzu.

### Einwohnerentwicklung
Im Zeitraum 1988 bis 2018 stieg die Einwohnerzahl von 2500 auf 2916 um 416 Einwohner bzw. um 16,6 %.
Gemeinde Aurach
| Jahr      | 1818   | 1840   | 1852   | 1861   | 1867   | 1871   | 1875   | 1880   | 1885   | 1890   | 1895   | 1900   | 1905   | 1910   | 1919   | 1925   | 1933   | 1939   | 1946   | 1950   | 1961   | 1970   | 1987   | 1995 | 2005 | 2015   |
| Einwohner | 797    | 789    | 785    | 746    | 742    | 742    | 782    | 773    | 797    | 768    | 756    | 721    | 741    | 790    | 810    | 740    | 758    | 722    | 975    | 1107   | 987    | 1097   | 2469   | 2804 | 3000 | 2902   |
| Häuser    | 149    | 153    |        |        |        | 153    |        |        | 158    | 159    |        | 156    |        |        |        | 161    |        |        |        | 172    | 198    |        | 681    |      |      | 900    |
| Quelle    | [ 16 ] | [ 17 ] | [ 18 ] | [ 19 ] | [ 20 ] | [ 21 ] | [ 22 ] | [ 23 ] | [ 24 ] | [ 25 ] | [ 18 ] | [ 26 ] | [ 18 ] | [ 27 ] | [ 18 ] | [ 28 ] | [ 18 ] | [ 18 ] | [ 18 ] | [ 29 ] | [ 11 ] | [ 30 ] | [ 31 ] |      |      | [ 32 ] |

Ort Aurach
| Jahr      | 001818 | 001840 | 001861 | 001871 | 001885 | 001900 | 001925 | 001950 | 001961 | 001970 | 001987 |
| Einwohner | 639    | 647    | 617    | 601    | 643    | 601    | 605    | 944    | 880    | 1007   | 1145   |
| Häuser    | 129    | 125    |        |        | 134    | 132    | 143    | 152    | 177    |        | 333    |
| Quelle    | [ 16 ] | [ 17 ] | [ 19 ] | [ 21 ] | [ 24 ] | [ 26 ] | [ 28 ] | [ 29 ] | [ 11 ] | [ 30 ] | [ 31 ] |

## Politik

### Gemeinderat
Der Gemeinderat von Aurach hat 14 Mitglieder.
|      | CSU | UWG | FWV | UBW | Gesamt   |
| 2002 | 4   | 4   | 4   | 6   | 14 Sitze |
| 2008 | 8   | 8   | 8   | 6   | 14 Sitze |
| 2014 | 8   | 8   | 8   | 6   | 14 Sitze |
| 2020 | 8   | 8   | 8   | 6   | 14 Sitze |

Bei der Kommunalwahl 2002 errang eine Vereinigung aus CSU und der Unabhängigen Wählergemeinschaft (UWG) vier Sitze, die Freie Wählervereinigung (FWV) vier Sitze sowie die Unabhängigen Bürger Weinberg (UBW) sechs Sitze.
Bei der Kommunalwahl 2008 errang das Zukunfts-Bündnis Gemeinde Aurach, eine Vereinigung der CSU, UWG und FWV acht Sitze, die UBW konnte ihre sechs Sitze verteidigen.

### Bürgermeister
Bei der Kommunalwahl am 15. März 2020 wurde Simon Göttfert (Zukunfts-Bündnis Gemeinde Aurach) mit 58,8 % der Stimmen zum Bürgermeister von Aurach gewählt. Vorgänger war seit 2008 Manfred Merz (ZBG), davor Klaus Köhle (CSU).

### Wappen und Flagge
Wappen
| Wappen von Aurach | Blasonierung: „Geteilt von Gold und Rot; oben ein rot bewehrter schwarzer Auerochse, unten schräg gekreuzt ein silbernes Schwert und ein silberner Schlüssel, belegt mit einem senkrechten goldenen Pfeil.“ |
| Wappen von Aurach | Wappenbegründung: Die Gemeinde Aurach besteht seit 1978 aus den ehemals selbstständigen Gemeinden Aurach und Weinberg. Der Auerochse steht redend für den Ortsnamen. Von 1310 bis 1796 unterstanden die Orte dem Hochstift Eichstätt. Die Farben Gold und Rot des Eichstätter Domkapitels sowie Silber und Rot des Hochstifts erinnern an diese lang währende Verbindung. Schwert und Schlüssel sind die Attribute von Paulus bzw. Petrus und stehen für die Pfarrkirche in Aurach, die diesen Heiligen geweiht ist. Der Pfeil ist das Attribut des heiligen Ägidius und weist auf die ehemalige St. Ägidius-Pfarrkirche in Weinberg hin (heute: Sieben-Schmerzen-Mariä-Kirche). Die Gemeinde Aurach führt seit 1984 ein Wappen. |

Flagge
Die Gemeindeflagge ist rot-gelb-schwarz.

### Partnergemeinden
- Dorfhain in Sachsen
- Aurach bei Kitzbühel (Österreich)
- Aurach am Hongar (Österreich)
- Velké Karlovice in Ostmähren (Tschechien)

### Patenschaft
- 1985 wurde die Patenschaft für die vertriebenen Sudetendeutschen aus der Gemeinde Blumenau im Kreis Zwittau (Schönhengstgau) übernommen.[36]

## Kultur und Sehenswürdigkeiten

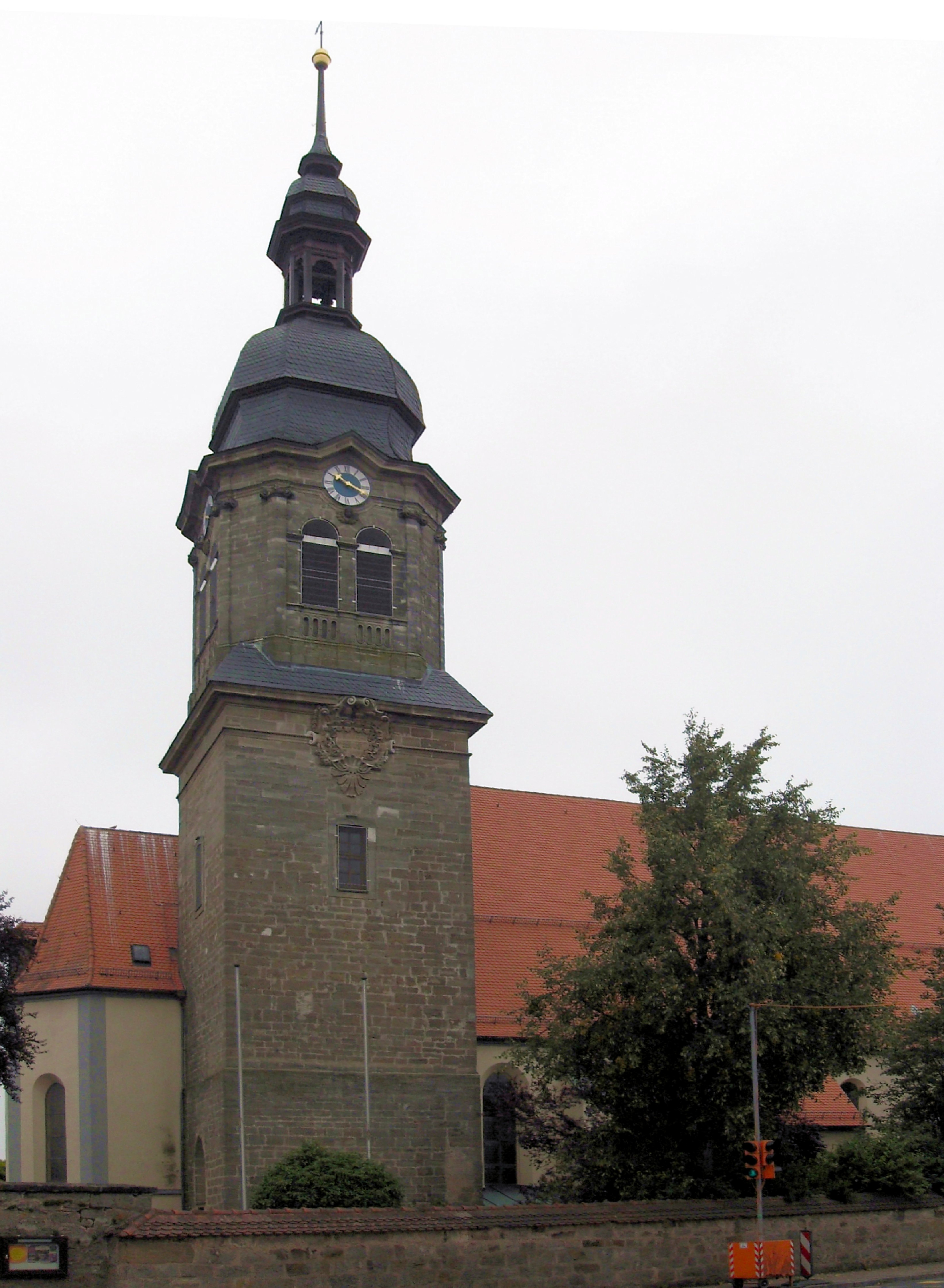
Kirche St. Peter und Paul

### Museen
- Vogteimuseum[37]

### Baudenkmäler
- Historisches Rathaus von 1375 bzw. 1510
- Burg Wahrberg
- Pfarrkirche St. Peter und Paul in Aurach
- Pfarrkirche Sieben Schmerzen Mariä in Weinberg
- Filialkirche Mater dolo rosa in Windshofen
- Kapelle Zu unserer lieben Frau in Hilsbach
- Kapelle St. Vitus in Eyerlohe
- Burg Aurach, Vogtei, heute Rathaus

## Verkehr
Die Staatsstraße 1066 führt zur Anschlussstelle 50 der Bundesautobahn 6 (2,1 km nordöstlich) bzw. nach Weinberg (4 km südwestlich). Gemeindeverbindungsstraßen führen nach Elbersroth (3,8 km südlich), nach Stadel (2,8 km südöstlich), nach Dietenbronn (1,5 km nordwestlich) und nach Eyerlohe (1,9 km nördlich).
Aurach ist mit den Buslinien 804 und 805 an die Kreisstadt Ansbach, die Große Kreisstadt Dinkelsbühl und die Nachbargemeinden angebunden. Abends und am Wochenende verkehrt ein Anrufsammeltaxi zum Bahnhof in Ansbach.

## Persönlichkeiten
- Johann Anton von Zehmen (1715–1790) war von 1781 bis 1790 Bischof des Bistums Eichstätt und Fürstbischof des Hochstifts Eichstätt. Die frühere Grund- und Teilhauptschule (1.–6. Klasse) und heutige Grundschule (1.–4. Klasse) trägt heute den Namen Johann-Anton-von-Zehmen-Grundschule.
- Franz Dauer (1873–1937), geboren in Weinberg, Eisenbahner und Politiker (BVP), Reichstagsabgeordneter
- Olga Wiedecke (1913–1994), Malerin
- Pater Reinhold Brumberger, langjähriger Franziskanermissionar in Bolivien (Südamerika), geboren in Dietenbronn